# Mâh Saah-Sah
Pour plus de détails, voir Fiche technique et Distribution.
Mâh Saah-Sah est un film camerounais réalisé par Daniel Kamwa, sorti en 2008. Le film est tourné en langue Bamoun, puis traduit en français.
Le film est diffusé pour la première fois au Cameroun du 3 au 9 mars 2008, dans les salles de cinéma Abbia à Yaoundé et Le Wouri à Douala. Le film a coûté 475 520 euros.

## Synopsis
Le film Mâh Saah-Sah raconte l'histoire de Ncharé, jeune orphelin recueilli par son oncle en pays Bamoun à la mort de son père alors qu'il est âgé de 16 ans. Ncharé y rencontre la jeune Mapon et tombe amoureux. Une fois devenu adulte, il souhaite épouser Mapon et fait alors face à beaucoup d'adversité et doit rivaliser avec d'autres prétendants pour mériter d'être le fiancé de la jeune femme. 

## Fiche technique
- Titre : Mâh Saah-Sah
- Réalisation : Daniel Kamwa
- Scénario : Daniel Kamwa
- Son : Julien Sicart
- Montage : Nazim Meslem
- Société de production : COCONUT DREAM Cameroon
- Pays d'origine :  Cameroun
- Durée : 91 minutes
- Date de sortie : 2008

## Distribution
- Nchankou Abdel Aziz: Nchare
- Mfouemoun Béa Flore: Mapon
- Njoya Adamou : Njiwat
- Poyouoko Samuel: Achirou
- Bel Lamy: Nchoutpouen
- Njankouo Ibrahim: Moumpain
- Muisse Mama : Moluh
- Mouliom Achirou : Mouliom
- Mewouo Pasma : Ngoutane
- Foupouen Samuel : Le Pasteur

## Sélection
- 2008 : Festival Lumières d’Afrique, Besancon, France[4]
- 2009 : Fespaco 2009[5]